# 3957 Суґіе
3957 Суґіе (3957 Sugie) — астероїд головного поясу, відкритий 24 липня 1933 року.
Тіссеранів параметр щодо Юпітера — 3,190.
Названо на честь Суґіе (яп. すぎえ(杉江) суґіе).